# Église Saint-Georges de Henri-Chapelle
Pour les articles homonymes, voir Église Saint-Georges.
L'église Saint-Georges est un édifice religieux classé situé dans le village belge de Henri-Chapelle faisant partie de la commune de Welkenraedt en province de Liège. 

## Localisation
L'église se trouve au centre du village de Henri-Chapelle, à l'est du Pays de Herve.

## Historique
L'église actuelle aurait été construite à la place d'une chapelle élevée par le duc Henri de Limbourg qui donna son nom au village. Elle a été principalement réalisée à trois époques distinctes. La partie la plus ancienne du bâtiment est la tour de style roman datant du XIIe siècle. Le transept de style gothique et le chœur terminé par un chevet à trois pans sont érigés en 1630. Les nefs collatérales sont ajoutées en 1718 portant le chronogramme : haeC DoMUs oratlonls VoCabltUrque l'on peut traduire par: ceci sera appelé maison de prière.

## Description
La tour carrée médiévale est bâtie sur trois niveaux en moellons de grès issus de la région. Elle a été percée au cours du XIXe siècle d'une baie à arc brisé de style néo-gothique surmontant un oculus sur la face occidentale. La tour est surmontée d'une haute et imposante toiture en ardoises de forme pyramidale à trois degrés se terminant par une sphère dorée sous une croix avec girouette.
L'église se compose de trois nefs de quatre travées. La nef initiale a été complétée par deux nefs collatérales réalisées plus tardivement aussi en moellons de grès mais avec chaînages et bandeaux en pierre calcaire et percées par trois baies cintrées et une porte d'entrée surmontée d'un oculus de chaque côté. 
Les extrémités du transept comportent chacune une haute baie à arc brisé et trois bandeaux en pierre calcaire. Ce transept est surmoné d'un clocheton à bulbe. Les mêmes baies ornent la chevet à pans coupés.
Parmi les nombreux anciens ornements intérieurs de l'église, se trouve un rare tref (appelé aussi poutre de gloire) orné des bustes du Christ et des douze apôtres, sculpté en bois peint et datant du XVe siècle mais ne supportant plus de crucifix. Le reste du mobilier date principalement du XVIIIe siècle.

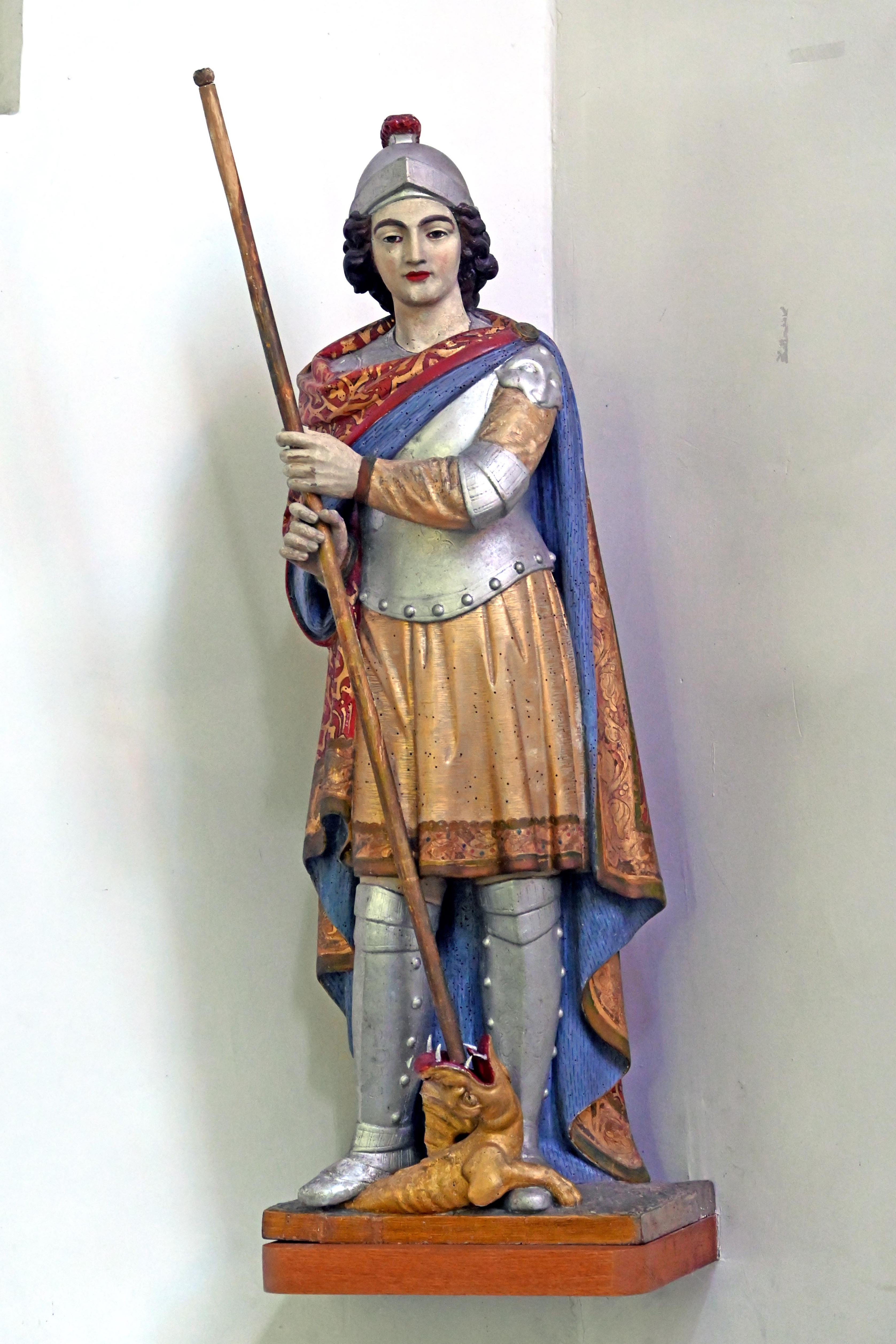
Statue de Saint Georges
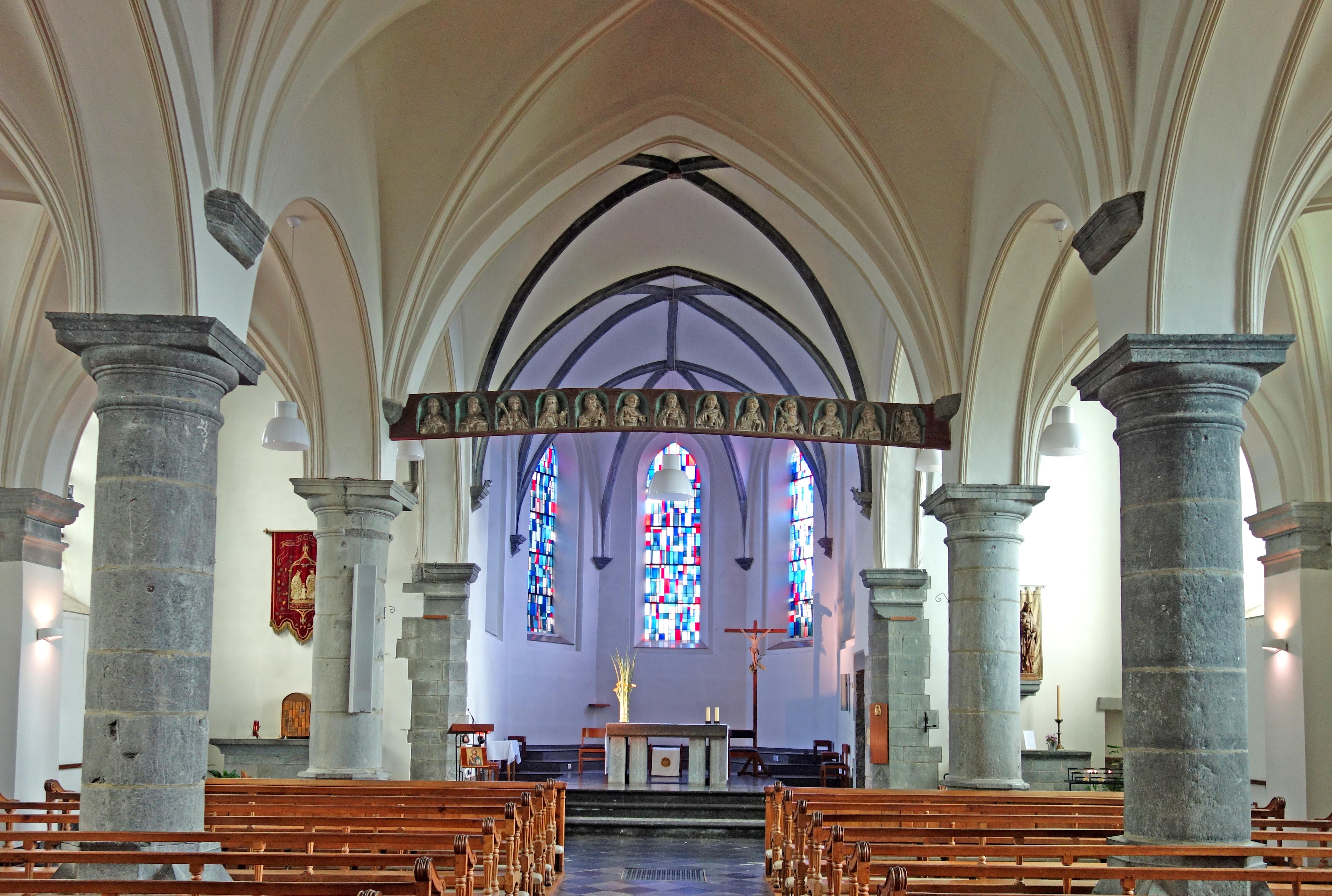
Intérieur, vue sur le chœur
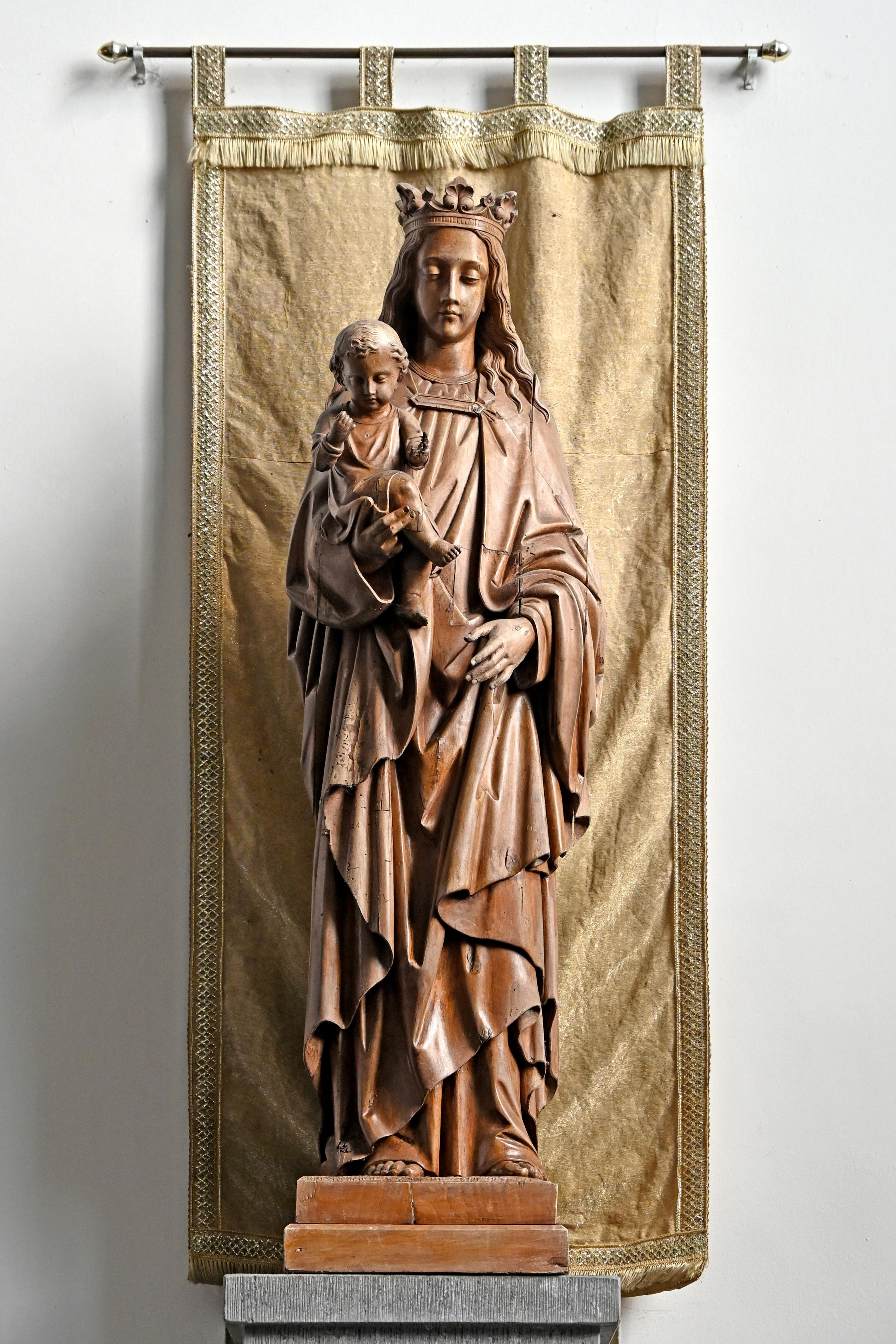
Madone avec l'enfant Jésus
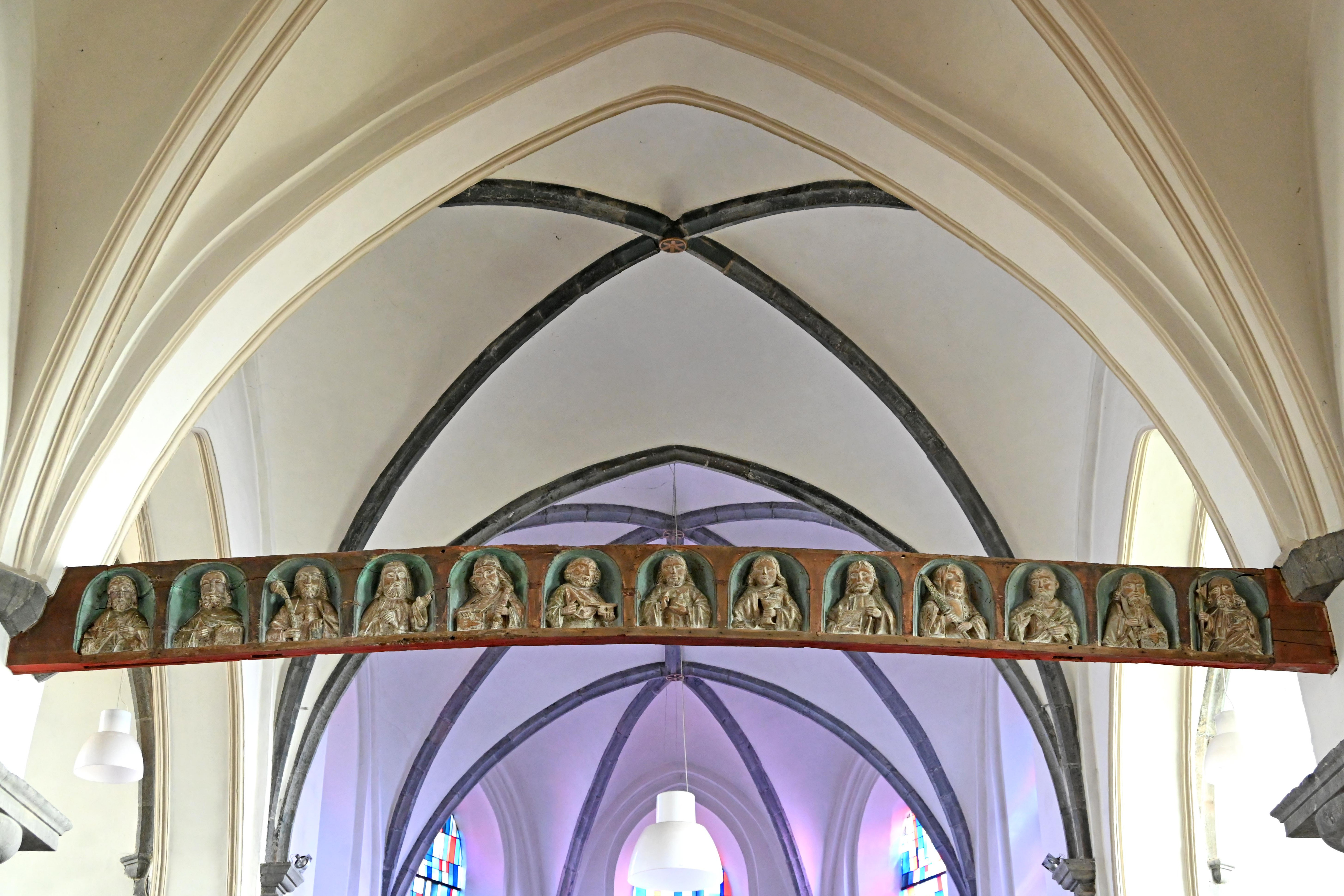
Tref
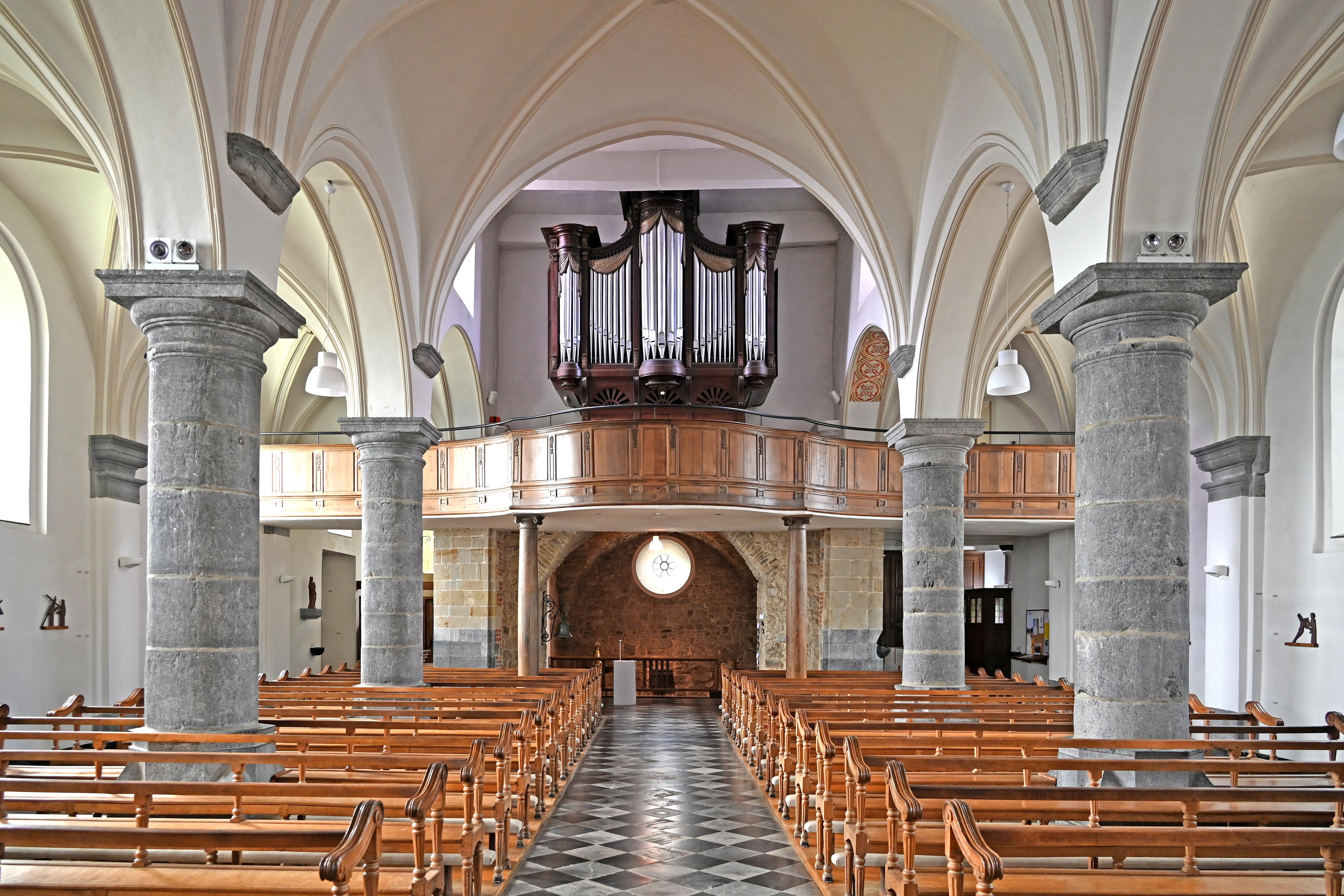
Intérieur avec vue sur la tribune de l'orgue

## Classement
L'église est reprise depuis le 12 novembre 1954 sur la liste du patrimoine immobilier classé de Welkenraedt.

## Sources et liens externes
- Inventaire du patrimoine de la région wallonne
- https://www.trois-frontieres.be/